# Termòmetre d'alcohol
El  termòmetre d'alcohol  és un tub capil·lar de vidre d'un diàmetre interior molt petit (gairebé com el d'un cabell), que compta amb parets gruixudes, en un dels seus extrems es troba una dilatació, anomenada bulb, que està plena d'alcohol.
L'alcohol és una substància que es dilata o contreu i, per tant, puja o baixa dins del tub capil·lar amb els canvis de temperatura. En el tub capil·lar s'estableix una escala que marca exactament la temperatura en cada moment.
El termòmetre d'alcohol va ser el primer que es va crear, i mesura la temperatura de manera efectiva. És més fiable que el termòmetre de mercuri, que s'utilitza freqüentment.
Els termòmetres d'alcohol serveixen per prendre la temperatura de l'ambient. Se solia utilitzar en tot tipus d'ambients, menys en persones, però amb la prohibició de l'ús de mercuri, aquesta tendència ha canviat els darrers anys